# HMS Primula (K14)
HMS Primula (K14) je bila korveta razreda flower Kraljeve vojne mornarice, ki je bila operativna med drugo svetovno vojno.

## Zgodovina
22. julija 1946 so ladjo prodali in jo nato naslednje leto ponovno prodali, jo preuredili v trgovsko ladjo in jo preimenovali v Marylock. Leta 1953 so ladjo razrezali v Hong Kongu.